# Favo

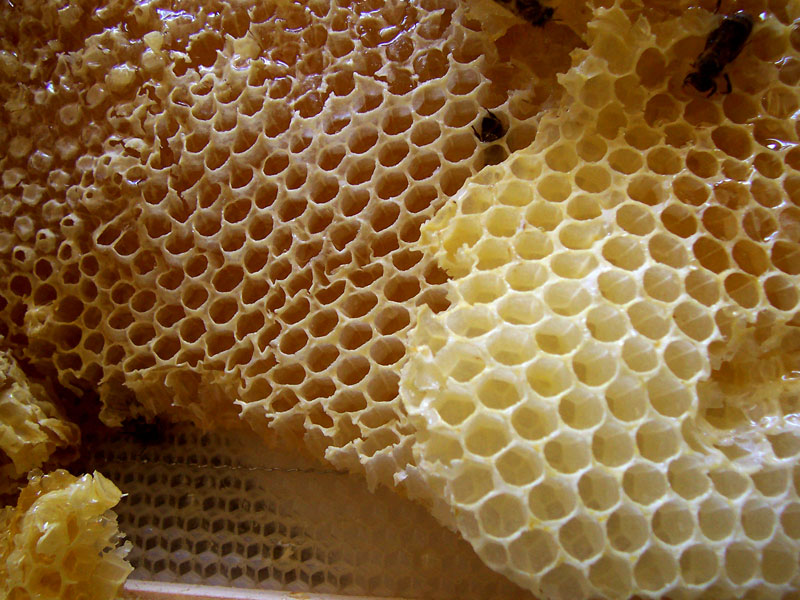

Os favos são estruturas feitas de cera ou fibras vegetais usadas por abelhas e vespas para construção de seus ninhos. Divididos em células chamadas de alvéolos, os favos são usados para armazenar alimento ou para o desenvolvimento da cria.
A disposição dos favos nas colônias e o formato dos alvéolos variam de acordo com a espécie de abelha ou vespa. No caso das abelhas da espécie Apis mellifera os favos são construídos na posição vertical, com cera produzida pelas próprias operárias, e os alvéolos tem formato hexagonal.